# مادیارسومبات‌فا
مادیارسومبات‌فا (به مجاری:  Magyarszombatfa) یک شهرداری در مجارستان است که در واش واقع شده‌است. مادیارسومبات‌فا ۱۵٫۹۴ کیلومتر مربع مساحت و ۲۹۱ نفر جمعیت دارد.